# Michael Etienne
Michael Etienne (även Michael Ettinger), född 21 februari 1827 i Wien, död där 29 april 1879, var en österrikisk journalist.
Etienne vistades 1850-55 i Paris som korrespondent till österrikiska och tyska tidningar. Efter att han återvänt till Wien, var han 1856-64 redaktör för "Presse" och uppsatte 1864, tillsammans med Max Friedländer, "Neue Freie Presse", vilken inom kort svingade sig upp till en världstidning och som han till sin död ledde i liberal riktning.